# (9012) Benner
(9012) Benner es un asteroide perteneciente al cinturón de asteroides descubierto el 26 de octubre de 1984 por Edward Bowell desde la Estación Anderson Mesa (condado de Coconino, cerca de Flagstaff, Arizona, Estados Unidos).

## Designación y nombre
Designado provisionalmente como 1984 UW. Fue nombrado en honor a Lance AM Benner (n. 1964) quien es un científico del Laboratorio de Propulsión a Chorro. Su arduo trabajo y dedicación desinteresada a docenas de experimentos de radar en planetas menores en Goldstone y Arecibo han contribuido dramáticamente a su éxito. Fue el primero en darse cuenta con certeza de que 185851 (2000 DP107) es un sistema binario.

## Características orbitales
Benner está situado a una distancia media del Sol de 2,869 ua, pudiendo alejarse hasta 3,772 ua y acercarse hasta 1,966 ua. Su excentricidad es 0,315 y la inclinación orbital 5,065 grados. Emplea 1775,22 días en completar una órbita alrededor del Sol.
Los próximos acercamientos a la órbita de Júpiter ocurrirán el 12 de abril de 2040, el 20 de marzo de 2065 y el 11 de octubre de 2122.

## Características físicas
La magnitud absoluta de Benner es 14,04. Tiene 10,746 km de diámetro y su albedo se estima en 0,051.